# ブリジット・バルドー
ブリジット・バルドー（フランス語: Brigitte Bardot, 1934年9月28日 - ）は、フランス・パリ15区出身の女優、ファッションモデル、歌手、動物保護活動家である。頭文字が B.B.であることから、同じ発音で「赤ん坊」を意味するフランス語 bébéとかけて「BB（ベベ）」が愛称となる。猫のような目にぼてっとした唇が愛らしく「フランスのマリリン・モンロー」とも形容され、20世紀のヨーロッパを代表するセックス・シンボルであった。

## 来歴
ルイ・バルドー（ブリジットの父。1896年生まれ、1975年没。ピルーとあだ名が付けられていた）と、アンヌ・マリー・ムセル（ブリジットの母。1912年生まれ、1978年没。トティとあだ名が付けられていた）の間に生まれる。
母は専業主婦。幼少期の多くをイタリアで過ごし、ファッションとダンスが好きな人物であった。
父のルイは、「バルドー」というガス会社を経営をしていた。詩人でもあり詩集を出版しアカデミー・フランセーズの賞を受賞している。映画、演劇、雑誌のディレクターと親しい付き合いがあった。映画が好きで自分でも8ミリカメラで撮影していた。ルイが37歳の時にアンヌ・マリー・ムセルと結婚する。
1938年の5月5日にはブリジットの妹、マリー・ジャンヌが生まれた。マリー・ジャンヌは、のちにミジャヌー・バルドーという芸名で、1956年から女優の活動をしていた。1970年に女優業から退き、家具の制作をしている。1960年代に俳優パトリック・ボーショーと結婚し娘が一人いる。
妹のマリー・ジャンヌはとても成績がよい一方、ブリジットは成績が悪くよく怒られ、両親は妹贔屓であると感じていた。どうして私は生まれてきたのだろうとよく悩んだようだ。ブリジットは右目が弱視であった。
7歳の時にリコと言う先生のもとでバレエを始め、初めて賞をもらう（のちにマルセル・ブルガという先生に変わる）。
1948年、フランス国立高等音楽院に受かった。150人中10人の中に選ばれた。ブルターニュ地域圏レンヌでクリスチャン・ホワのエトワール・バレエの劇団に参加する。
1949年、雑誌のディレクターを務めるエレーヌ・ラザレフとブリジットの母が親友であったことから、女性向けファッション雑誌『Elle』のフッションモデルを15歳で務める。皆に気に入れられ『Elle』の表紙を務め、雑誌のマスコットになった。
映画監督マルク・アレグレは、雑誌を見てブリジットと会うことを求めたが、ブリジットの両親は、彼女が女優になることに反対した。祖父が彼女を信じて遣らせる事を進め、マルク・アレグレのアシスタント監督（当時）を務めていたロジェ・ヴァディムが手掛けた映画『Les lauriers sont coupés』に出演した。結果的にその映画が上映されることはなかったが、この映画のために行われたオーディションがロジェ・ヴァディムとブリジットを結びつける恋のきっかけとなった。
ブリジットの両親はロジェ・ヴァディムとの交際に反対し、ブリジットはイギリスで勉強する事になる。成人を過ぎてから戻るように言われるがブリジットは拒否した。その夜、家族でショーを見に行く予定だったがブリジットだけは頭痛を理由に行かず、キッチンのガスを開いて自殺しようとした。ショーが中止になり早く戻ってきた家族は、ブリジットが意識不明になっているのを発見。意識が戻ったブリジットはイギリスに行く事を断念するよう父に懇願する。父親は18歳まで結婚しない事を条件にイギリス行きを撤回した。
1952年12月21日、ブリジットの父はロジェ・ヴァディムと18歳になったブリジットとの結婚を許し、二人は結婚する。
1956年、ヴァディムの監督作品『素直な悪女』で、男達を翻弄する小悪魔を演じ、セックス・シンボルとして有名になった。『素直な悪女』の撮影中、共演者のジャン＝ルイ・トランティニャンと恋に落ち、のち(1957年12月6日)にヴァディム監督と離婚。ジャン＝ルイも女優で妻のステファーヌ・オードランと別れた。このジャン＝ルイとのスキャンダルで「自堕落な女」「自由気まま」と形容されるようになった。
1959年、ジャック・シャリエと仕事し関係を持ち、子供ができる。1959年6月20日、ジャック・シャリエと再婚する（1962年11月20日離婚）。

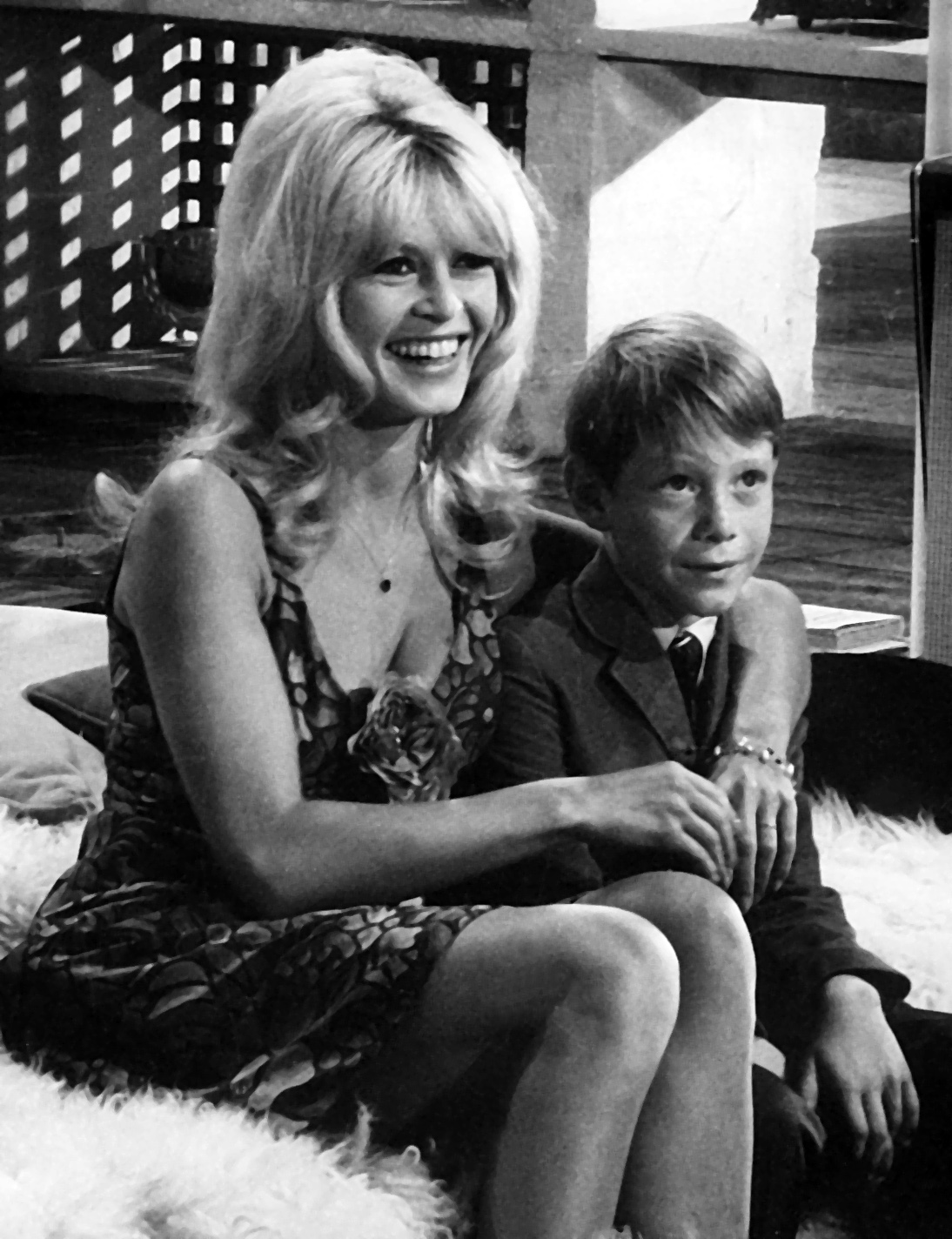
ブリジット・バルドー（1965年）

1966年7月14日、ギュンター・ザックスと結婚。
歌手としての活動もあり、1967年にはセルジュ・ゲンスブールの提供による「Harley Davidson（ハーレイ・ダビッドソン）」、「ジュ・テーム・モワ・ノン・プリュ」、「Bonny and Clyde（ボニーとクライド）」などを歌った。
1968年初頭には、ゲンスブールとの連名のアルバム『ボニーとクライド』も発表している。当時ギュンター・ザックスと結婚していたバルドーは、ゲンスブールと不倫の関係にあったが、「ジュ・テーム・モワ・ノン・プリュ」はそれを露骨に示す。
この歌はバルドーとゲンスブールのデュエットに加え、バルドーによるあえぎ声の演技を含んでいる。そのことからバルドーはこの歌のリリースを拒否、ほどなくゲンスブールとの関係も円滑でなくなり男女関係解消。

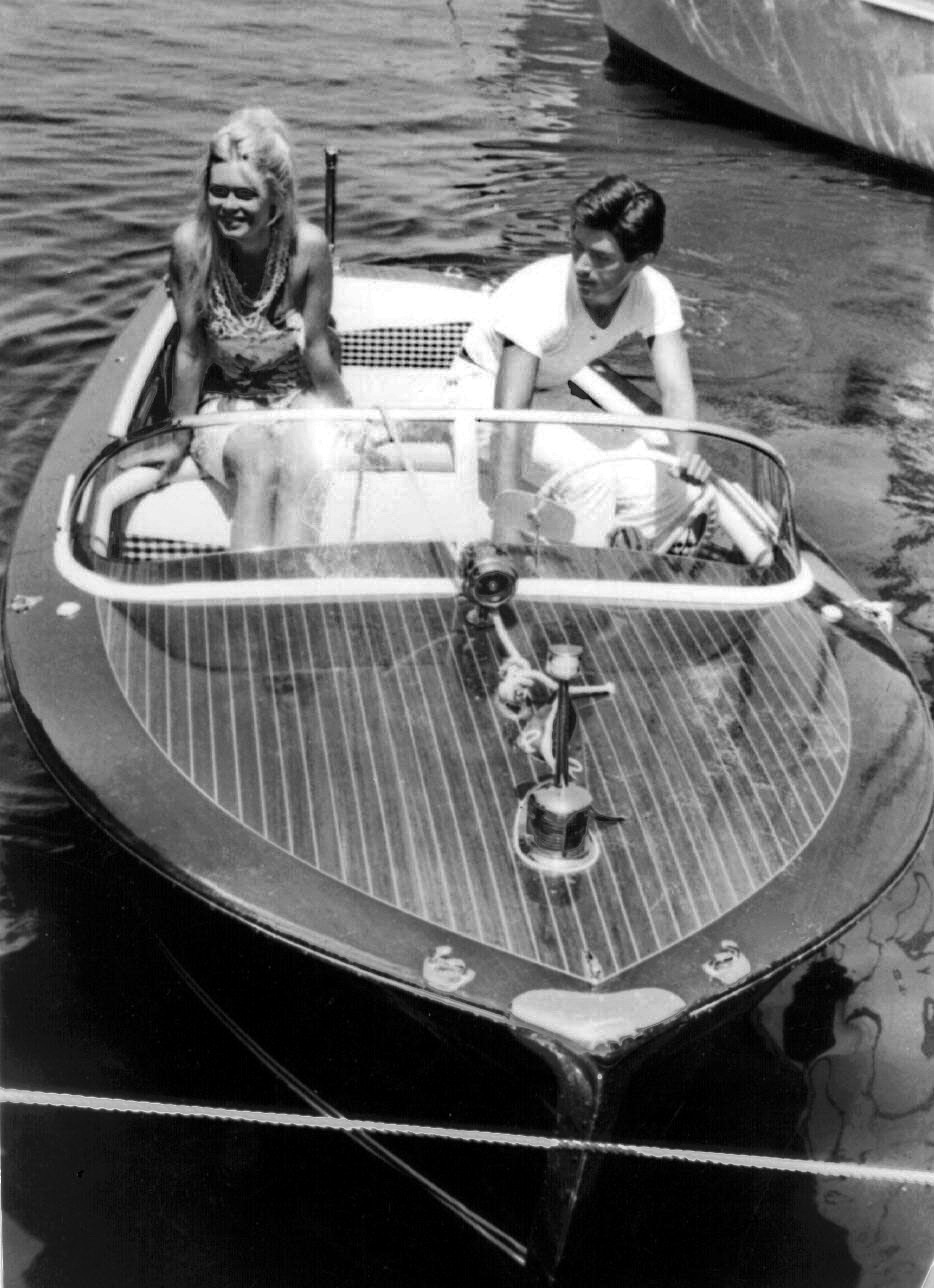
ブリジット・バルドーとサミー・フレイ（右）、1963年

1969年10月1日、ギュンター・サックスと離婚する。ロンドンに行きビートルズのジョン・レノンと対面する。ジョンにギターを渡し「何か弾いてちょうだい」と発言し、大ファンだったジョンは応じたという。
1973年、「L'Histoire très bonne et très joyeuse de Colinot trousse-chemise（スカートめくりのコリノのとても素敵なとても楽しい物語）」（日本未公開）を最後に引退宣言して動物愛護活動に専念する。
1982年、シングルレコード「Toutes les bêtes sont à aimer（全ての動物は愛す為にいる）」をリリースする。
1992年8月16日、ベルナー・ドルマルと結婚。
2009年、動物の倫理的扱いを求める人々の会、通称PETAの会員で、同会の広告塔であるバルドーは、「カナダのアザラシ猟に対する抗議活動」として、カナダ産メイプルシロップのボイコット運動を行っている。
2011年、日産MOCOのCMソングに、ブリジット・バルドー本人が歌う「Ça Pourrait Changer」が使われた。
2018年1月17日、＃MeTooについて「女優たちの売名行為。偽善的でばかげている」と批判した。

## エピソード
姓も名も同じアルファベットのイニシャルを持つ（Brigitte Bardot=BB、Marilyn Monroe=MM）という共通点を持ち、同時期に世界的なセックス・シンボルとして人気だったため、昔からマリリン・モンローと一緒に話題になるが、NHK-BS2で放映された番組でのインタビューで、バルドーは『みんな、モンローかバルドーか?って、よってたかって勝手に並べるけど、私はマリリンのファンなの。でも、影響を受けたとか真似したとかは一度もないわ。だって、私は彼女の足元にも及ばない』と語っている。日本でも発売された自伝「イニシャルはBB」でも、エリザベス女王への謁見の時にバッキンガム宮殿の化粧室でモンローと1度だけ会った思い出やモンロー死去の報を聞いた時の大きなショックのことなどが詳細に綴られている。

## 動物愛護運動家としてのバルドーとその逸話
- 1962年、屠畜場での家畜の殺し方に不満を持ち、ペスクタリアン（肉は一切摂らずに、魚介類、乳製品、卵は摂取する）になる。「ベジタリアンになれとは言わないが一切れの苦しみと恐怖で惨く死んだ動物の肉を食べるのを控えて欲しい。中世時代より悪い !子牛の喉が開いて血まみれで肢が折れた拷問の写真を見て私は長い間泣いた。この恐ろしい血まみれの虐殺を世界で誰も告発しないのなら私がする。ビーフステーキは恐ろしい罪のない動物を苦しませた結果の死。」[6]
- 1962年1月5日に放送されたテレビ番組「Cinq colonnes à la une」においてブリジットは、屠殺用のピストルを持って次の様に語った。「食用牛を処理する際、イギリスやデンマークでは、ピストルで脳頭蓋を撃ち、神経を麻痺させて苦しみを与えないようにしています。フランスではナイフで喉をかき切って意識があるまま3、4、5分もがき苦しみながら出血により死にます。フランスでもピストルで苦しませないやり方をとるよう求めます。」[7]
- 1964年、農林水産省の大臣エドガール・ピザニがこの問題の政令にサインし、1970年には、大臣エドガール・フォールが兎と鶏も屠畜場での殺し方を人道的にする[8]。この後フランスでの屠殺の法律が厳しくなる。
- 1966年、パリの郊外にあるジュヌヴィリエの動物保護協会「SPA」で里親募集を企画した解説者ジョン・ポール・ステガーが「酷い状態で10匹位の犬が死ぬ」とブリジットに知らせ見学する。ブリジットは犬5匹と猫10匹を引き取り映画のスタジオに連れてきて、スタッフに里親になってもらう。
- 1973年、ブリジットが改良するよう頼んだ動物愛護の施設が完成。ブリジットが落成式をする。
- 1976年、国際動物福祉基金の組織と一緒にカナダのアザラシ狩りの現実を告発する。
- 1977年、当時の大統領ヴァレリー・ジスカール・デスタンはアザラシの毛皮の輸入を禁止した。これに伴い、カナダの政府にもこの問題に取り組むよう頼む。
- 1978年、子供用に、アザラシの赤ちゃんの話の本『Noonoah le petit phoque blanc（ヌノア　小さな白いアザラシ）』を出版する。
- 1983年3月28日、欧州評議会に受け入れられた後、欧州連合内でアザラシの仔の毛皮と、白いアザラシのオーバーコートの輸入が禁止になる。
- 1980年、テレビ局TF1で、馬の屠畜場での状態を語り、フランスからそれが無くなることを依頼する。
- 1984年、ブリジットは、「売り上げは動物愛護団体に寄付する」という条件付きで、これまでリリースを拒否していた『ジュ・テーム・モワ・ノン・プリュ』のリリースを認めた。
- 1985年、その時の大統領フランソワ・ミッテランからレジオンドヌール勲章を与えられるが、ブリジットは行かず『私のレジオンドヌール勲章を苦しむ動物たちに捧げる。』と宣言する。
- 1986年、ブリジット・バルドーの動物愛護施設を作る。施設のため、ブリジットは宝石、服、ギターなどを競売にかけて売った。
- 1989年〜1992年、番組『S.O.S. Animaux（S.O.S動物）』に出演。象牙の不正取引、動物実験の現状、行き過ぎた狩り、エキゾチックの動物の不正取引、屠畜場の状態など取り上げた。
- 1994年、ヴァール県で猟師に向けてデモ行進する。
- 1994年、デザイナーに毛皮をもう使わないよう依頼する。
- 1996年、馬の尻尾を切ることを禁止するよう依頼する。
- 1996年、イスラム教の儀式における羊の殺し方を告発し、人種差別とされ罰金を払わされた。
- 2001年12月3日、韓国メディアの文化放送の番組「ソン・ソクフィの視線集中」で、韓国の犬食文化について「（他の肉だと）だまされない限り食べない。よくうそをつく韓国人とはこれ以上対話できない」「犬の肉を食べるのは野蛮人」と発言し、韓国の犬食文化を批判した[9]。
- 2006年9月28日、彼女の設立した動物愛護団体が20年の記念を迎える。1973年から動物愛護の活動を書いた本『Pourquoi ?（何のために ?）』を発表。
- 2009年、シラク元大統領はブリジットを援助し欧州委員会で、アザラシの狩りからの製品全部販売輸入輸出通過を禁止する事を成功する。
- 2010年6月、仏ランセルとのコラボレーションにより、自身の名前を冠した、動物由来の素材を一切使っていないバッグを発売した。
- 2011年、東日本大震災に対し、他の動物保護とコラボレーションして支援を表明した。
- 2012年、リヨンで飼育されていた2頭のゾウに結核の疑いがあり、殺される予定だったが、ブリジットが政府に何度も手紙を書き、いくつか提案を渡した。政府から良い返事を貰えなかったブリジットは「動物の墓場になる国から逃げ、ロシアの国籍を依頼する」と手紙に書いた。結局その2頭のゾウは結核ではなく、ステファニー・ド・モナコの娘がその事を伝え、助けるよう頼み、現在モナコに元気に過ごしている[10]。
- 2016年3月、ブリジット・バルドー保護団体はタイの犬を救う。アジアの国　韓国、中国、タイ、ベトナムなどの国では犬と猫は食肉とされる。盗まれた犬又は商品と引き換えられた犬が酷い状態で不正取引される。動物愛護の憲法が厳しくなってからタイの政府も厳しく取り締まるようになった。警察と協力しベトナムと中国に食肉として運ばれる途中で地元の soi dog 保護団体とコラボレーションして約500頭を保護する。長年 soi dog と付き合いがあり、薬や食べ物囲いを作る援助している。その中の12匹がフランスに運ばれてノルマンディ地方にある愛護施設で里親待ちになっている[11]。
- 2024年7月、バルドーの友人で反捕鯨団体のシー・シェパード創設者であるポール・ワトソンがデンマークにて身柄を拘束された際にワトソンが日本の調査捕鯨船を妨害した容疑で同国に身柄を引き渡される可能性が浮上したことを受けて、フランスの新聞であるル・パリジャンに「彼は5,000頭の鯨を救い、日本から嫌われていた」「日本は怒り、彼を追跡した。それで罠にはまった」などと日本を非難した上で「彼を助けねばならない」とする寄稿記事を掲載した[12]。

## 主な出演作品
| 公開年 | 邦題 原題                                              | 役名                     | 監督                           |
| ------ | ------------------------------------------------------ | ------------------------ | ------------------------------ |
| 1952   | 素晴らしき遺産 Le trou normand                         | ジャボット・ルモアン     | ジャン・ボワイエ               |
| 1952   | ビキニの裸女 Manina, la filles sans voiles             | マニナ                   | ウィリー・ロジエ               |
| 1953   | 想い出 Un acte d'amour                                 | ミミ                     | アナトール・リトヴァク         |
| 1955   | ブリジット・バルドー/恋するレオタード Futures vedettes | ソフィー                 | マーク・アレグレ               |
| 1955   | わたしのお医者さま Doctor at Sea                       | ヘレン・コルベ           | ラルフ・トーマス               |
| 1955   | 夜の騎士道 Les Grandes manoeuvres                      | ルーシー                 | ルネ・クレール                 |
| 1955   | わたしは夜を憎む La lumière d'en face                  | オリヴィア               | ジョルジュ・ラコンブ           |
| 1956   | トロイのヘレン Helen of Troy                           | アンドラステ             | ロバート・ワイズ               |
| 1956   | この神聖なお転婆娘 Cette sacrée gamine                 | ブリジット               | ミシェル・ボワロン             |
| 1956   | わが息子暴君ネロ Mio figlio Nerone                     | ポペ                     | ステーノ                       |
| 1956   | 裸で御免なさい En effeuillant la marguerite            | アニエス                 | マーク・アレグレ               |
| 1956   | 花嫁はあまりにも美しい La mariée est trop belle        | シュシュ                 | ピエール・ガスパール＝ユイ     |
| 1956   | 素直な悪女 Et Dieu... créa la femme                    | ジュリエット・アルディ   | ロジェ・ヴァディム             |
| 1957   | 殿方ご免遊ばせ Une parisienne                          | ブリジット               | ミシェル・ボワロン             |
| 1958   | 月夜の宝石 Les Bijoutiers du clair de lune             | ウルスラ                 | ロジェ・ヴァディム             |
| 1958   | 可愛い悪魔 En cas de malheur                           | イヴェット               | クロード・オータン＝ララ       |
| 1959   | 私の体に悪魔がいる La Femme et le pantin               | エヴァ                   | ジュリアン・デュヴィヴィエ     |
| 1959   | バベット戦争へ行く Babette s'en va-t-en guerre         | バベット                 | クリスチャン＝ジャック         |
| 1959   | 気分を出してもう一度 Voulez-vous danser avec moi?      | ベルジニ・ダンデュ       | ミシェル・ボワロン             |
| 1960   | 真実 La vérité                                         | ドミニク                 | アンリ＝ジョルジュ・クルーゾー |
| 1961   | 何がなんでも首ったけ La Bride sur le Cou               | ソフィー                 | ロジェ・ヴァディム             |
| 1961   | 素晴らしき恋人たち Amours célèbres                     | アニエス                 | ミシェル・ボワロン             |
| 1962   | 私生活 Vie privée                                      | ジル                     | ルイ・マル                     |
| 1962   | 戦士の休息 Le repos du guerrier                        | ジュヌヴィエーヴ         | ロジェ・ヴァディム             |
| 1963   | 軽蔑 Le Mépris                                         | 女優カミーユ・ジャヴァル | ジャン＝リュック・ゴダール     |
| 1964   | すてきなおバカさん Une ravissante idiote               | ペネロペ                 | エドゥアール・モリナロ         |
| 1965   | ビバ!マリア Viva María!                                | マリア                   | ルイ・マル                     |
| 1965   | ボクいかれたヨ! Dear Brigitte                          | 本人役                   | ヘンリー・コスター             |
| 1967   | セシルの歓び À coeur joie                              | セシル                   | セルジュ・ブールギニョン       |
| 1968   | 世にも怪奇な物語 Histoires extraordinaires             | ジュセピーナ             | ルイ・マル                     |
| 1968   | シャラコ Shalako                                       | イリーナ                 | エドワード・ドミトリク         |
| 1969   | 女性たち Les femmes                                    | クララ                   | ジャン・オーレル               |
| 1970   | 気まぐれに愛して L'ours et la poupée                   | フェリシア               | ミシェル・ドヴィル             |
| 1970   | パリは気まぐれ Les novices                             | アニエス                 | ギイ・カサリル                 |
| 1971   | ラムの大通り Boulevard du rhum                         | リンダ・ラルー           | ロベール・アンリコ             |
| 1971   | 華麗なる対決 Les Pétroleuses                           | ルイーズ                 | クリスチャン＝ジャック         |
| 1973   | ドンファン Don Juan ou Si Don Juan était une femme…    | ジャンヌ                 | ロジェ・ヴァディム             |

- 1952 Les Dents longues（野心満々）役は新婦の証人になる　監督ダニエル・ジェラン
- 1953 Le Portrait de son père（彼の父の肖像）役ドミノ　監督アンドレ・ベルトミュ
- 1954　Si Versailles m'était conté… 『ヴェルサイユ語りなば』役ロジェ　監督サシャ・ギトリ
- 1954　Haine, Amour et Trahison (憎しみと愛と裏切り)　役アンナ　監督マリオ・ボナールド
- 1955　Le Fils de Caroline Chérie（キャロリン・シェリーの息子）役ピラー・ダロンダ監督ジャン・ドベーブル
- 1960　L'Affaire d'une nuit（一夜の出来事）日本のタイトル『艶ほくろ』役レストランの女性監督アンリ・ヴェルヌイユ
- 1963　Paparazzi『パパラッツィ』ドキュメンタリー本人について　監督ジャック・ロジエ
- 1964　Une ravissante idiote（お人好しな素敵な娘）役　ペネロップ・ライトフィザー監督　エドゥアール・モリナロ
- 1966　Masculin féminin『男性・女性』本人役　監督ジャン＝リュック・ゴダール
- 1966　Marie Soleil（マリー太陽）本人役　監督アントワーヌ・ブーセイエ
- 1973　L'Histoire très bonne et très joyeuse de Colinot trousse-chemise 『スカートめくりのコリノのとても素敵なとても楽しい物語』（日本未公開）　役アラベル　監督ニナ・コンパネーズ

## 日本語吹き替え
多くの作品で小原乃梨子が担当している。

## 演劇
- 1953年演劇『L'Invitation au château』日本のタイトル『城への招待』イザベル役　脚本 ジャン・アヌイ演出家　アンドレ・バールザク

## 受賞
- 1957年フランスのヴィクトワール・ド・シネマより最優秀女優賞
- 1958年フランスのヴィクトワール・ド・シネマより最高人気賞
- 1959年フランスのヴィクトワール・ド・シネマより最高人気賞
- 1960年フランスのヴィクトワール・ド・シネマより最高人気賞
- 1960年イタリアのダヴィッド・ディ・ドナテッロ賞（最優秀女優賞）を受賞する
- 1961年フランスのヴィクトワール・ド・シネマより最高人気賞
- 1966年フランスのエトワール・ド・クリスタルから最優秀女優賞
- 1967年ドイツのバンビ賞
- 1967年トリョンフ・ドゥ　・シネマ・フランセ　賞（フランス大成功映画）
- 1969 年トリョンフ・ドゥ　・シネマ・フランセ　賞

## ディスコグラフィ
- 1961 : Stanislas 『スタニスラス』 (フレール・ジャックと言うグールプと一緒に)
- 1962 : Sidonie 『シドニー』シングルレコード　映画サウンドトラック Vie privée 日本タイトル 『私生活』の曲
- 1962 : Tiens, c'est toi ! 日本のタイトル 『あら!あなたなの』　(ジョン‐マックス・リヴィエールとデュエット)　 La Leçon de guitare 『ギターのレッスン』　(オリビエ・デパックスとデュエット)
- 1963 : ブリジット・バルドー LPレコード : L'Appareil à sous 日本のタイトル 『ため息の装置』（スロットマシン）Les Amis de la musique 『音楽の仲間達』El Cuchipe 『エル・クチペ　』 (スペイン語）Je me donne à qui me plait 日本のタイトル 『私の身体は彼のもの』（私は気に入った人に捧げる）L'Invitango 日本のタイトル『タンゴで踊りましょう』(タンゴに誘う)　 C'est rigolo 日本のタイトル『それはとってもこっけい』La Madrague 日本のタイトル『ふたりの夏にさようなら』（ラ・マドラグ　（ブリジットの所有だった別荘現在愛護動物の施設））, Pas davantage　日本のタイトル 『それ以上はやめて』　 Everybody Loves My Baby 日本のタイトル『エブリバディ・ラヴズ・マイ・ベイビー』（誰もが私のベイビーを好き） Rose d'eau 『水のバラ』 Noir et Blanc 『白と黒』　Faite pour dormir 日本のタイトル 『眠るのにうってつけ』（眠る為にいる）
- 1963: L'Appareil à sous 日本のタイトル 『ため息の装置』（スロットマシン） シングルレコード  El cuchipe 『エル・クチペ』（スペイン語）La Madrague 日本のタイトル 『ふたりの夏にさようなら』 （ラ・マドラグ　（ブリジットの所有だった別荘現在愛護動物の施設））Les amis de la musique 『音楽の仲間達』
- 1964 : Invitango　日本のタイトル 『タンゴで踊りましょう』(タンゴに誘う) シングルレコード: Noir et Blanc 『白と黒』 Everybody Loves My Baby 日本のタイトル『エブリバディ・ラヴズ・マイ・ベイビー』（誰もが私のベイビーを好き）C'est rigolo『それはとってもこっけい』
- 1964 : Ça pourrait changer 『変わるかも』シングルレコード: À la fin de l'été 『夏の終り』Je danse donc je suis 日本のタイトル 『我踊る故に我あり』 Jamais trois sans quatre 日本のタイトル 『3のつぎは4』（4度目の正直）
- 1964 : B.B. LPレコード : Moi je joue　日本のタイトル 『モア・ジュ・ジュー』（私は遊ぶ） Une histoire de plage 『浜辺の物語』Ça pourrait changer 『変わるかも』À la fin de l'été 『夏の終り』 Ne me laisse pas l'aimer 日本のタイトル 『彼をこのまま愛させないで』Maria Nimguem 日本のタイトル 『マリア・ラムール』（マリア・ニンゲン　ポルトガル語）Je danse donc je suis  『我踊る故に我あり』 Mélanie  『メラニー』Ciel de lit　 『ベットの空』Un jour comme un autre 『変わらない一日』Les Cheveux dans le vent  『髪を風になびかせて』Jamais trois sans quatre 日本のタイトル  『3のつぎは4』（4度目の正直）
- 1964 : Une histoire de plage 『浜辺の物語』シングルレコード: Les Cheveux dans le vent 『髪を風になびかせて』Ne me laisse pas l'aimer『彼をこのまま愛させないで』Mélanie 『メラニー』
- 1965 : Bubble gum  『恋は風船ガム』（風船ガム）シングルレコード : Je manque d'adjectif 日本のタイトル 『私には形容詞が欠けている』（私は言葉が足りない）Les Hommes endormis 日本のタイトル  『眠る男たち』 Les Omnibus 日本のタイトル  『オムニバス』（各駅停車）
- 1965 : Viva Maria !  『ビバ!マリア』LPレコード :映画 サウンドトラックParis, Paris, Paris, （パリ,パリ,パリ）Maria, Maria, （マリア,マリア）Ah les petites femmes de Paris 日本のタイトル 『私はああ!かわいい女たち』 (ジャンヌ・モローとデュエット)
- 1966 : Le Soleil  『太陽』シングルレコード : On déménage 『もようがえ』Gang Gang 『ガン ガン』Je reviendrai toujours vers toi 日本のタイトル 『帰ってくるわ』（私はいつもあなたの方に戻る）
- 1967 : Je t'aime… moi non plus 『ジュ・テーム・モワ・ノン・プリュ』（私はあなたを愛している…俺も愛してない）1986 発売 シングルレコード セルジュ・ゲンスブールとデュエット
- 1967 : Harley Davidson 『ハーレイ・ダヴィッドソン』シングルレコード Contact 『コンタクト』
- 1968 : Bonnie and Clyde 『ボニーとクライド』　LPレコード: Bonnie and Clyde 『ボニーとクライド』Bubble gum 『恋は風船ガム』（風船ガム）Comic strip　『コミック・ストリップ』 Un jour comme un autre『変わらない一日』Pauvre Lola 　(S.Gセルジュ・ゲンスブール)『可哀想なローラ』La Madrague 日本のタイトル 『ふたりの夏にさようなら』（ラ・マドラグ　（ブリジットの所有だった別荘現在愛護動物の施設））Intoxicated man (S.Gセルジュ・ゲンスブール)（酔った男）Everybody Loves My Baby 『エブリバディ・ラヴズ・マイ・ベイビー』(誰もが私のベイビーを好き) Baudelaire (S.Gセルジュ・ゲンスブール)  『ボードレール』Docteur Jekyll et Mister Hyde (S.Gセルジュ・ゲンスブール)日本のタイトル 『ジキルとハイド』 (ドクタージェコルとミスターハイド)
- 1968 : Bonnie and Clyde 『ボニーとクライド』シングルレコード英語版 : Comic strip　 『コミック・ストリップ』
- 1968 : ブリジット・バルドーショーLPレコード: Harley-Davidson  『ハーレイ・ダヴィッドソン』　 Marseillaise générique 日本のタイトル 『マルセテユ・メロデー』（ジェネリック・マルセイエーズ）, Mister sun 『ミスター・サン』Ay ! Que viva la sangria 『サングリア、万歳 !』Ce n’est pas vrai『それは嘘』Gang gang『ガン ガン』Saint-Tropez　『サントロペ』　Port Grimaud 『グリモー港』Oh ! Qu'il est vilain 『あの人、なんていやな人』Paris『パリ』Je reviendrai toujours vers toi 日本のタイトル 『帰ってくるわ』（私はいつもあなたの方に戻る）On déménage 『もようがえ』Le diable est anglais 『悪魔はイギリス人』　David B 『ダヴィット・B』Contact 『コンタクト』
- 1969 : La Fille de paille 『わらの娘』シングルレコード :　Je voudrais perdre la mémoire（私は記憶を消したい）
- 1970 : Tu veux ou tu veux pas 『欲しい、欲しくない』シングルレコード : Mon léopard et moi (私のヒョウと私)　 John et Michael（ジョンとミッシェル）Depuis que tu m'as quittée 日本のタイトル『あなたに捨てられてから』（あなたが私と別れてから）
- 1970 : Nue au soleil 日本のタイトル 『はだかの太陽』（太陽の下で裸）シングルレコード : C'est une bossa nova　『それはボサノヴァ』
- 1970 : Les Novices 日本のタイトル 『パリは気まぐれ』（初心者）シングルレコード, 映画サウンドトラック : Chacun son homme （彼氏を一人ずつ）(アニー・ジラルドとデュエット)
- 1971 : Boulevard du rhum 『ラムの大通り』シングルレコード, 映画サウンドトラック: Sur le boulevard du rhum 『ラムの大通り』Plaisir d'amour （恋の喜び）ギィ・マルションとデュエット
- 1973 : Vous ma lady (あなたは私のレディ) シングルレコード : ルロン・ベルジェとデュエットTu es venu mon amour 日本のタイトル 『帰ってきた恋人』（愛する人君が来た）
- 1973 : Le Soleil de ma vie  日本のタイトル 『あなたは私の太陽』（私の人生の光り）シングルレコード : サシャ・ディステルとデュエット
- 1982 : Toutes les bêtes sont à aimer （全ての動物は愛する為にいる）シングルレコード : La Chasse 『狩り』

## 動物のための賞
- 1980年平和のエトワール賞
- 1980年イタリアのトリエステのメダル
- 1985年リールのメダル
- 1989年人道的平和の賞
- 1992年国際連合の環境のためグローバル500
- 1994年パリのメダル
- 1994年スペイン動物の愛賞
- 1995年サン・トロペのグランメダル
- 1995年ラ・ボールのメダル
- 1996年ポール・レオト賞　本　『イニシャルB.B』
- 1997年イタリアのキアンチャーノ賞　本　『イニシャルB.B』
- 1997年ギリシャのエコロジー賞　国際連合教育科学文化機関のクラブ
- 1997年ギリシャのアテネのメダル
- 2001年アメリカの動物の倫理的扱いを求める人々の会の人道的賞
- 2002年オーストリア　マイ・ウェイ賞
- 2003年自主知識賞　本『Un cri dans le silence』（沈黙の叫び）
- 2007年ウクライナでの国際映画祭　自然保護と動物の権利に特別審査員賞
- 2008年スペインのアリタリバ基金賞

## 日本のテレビ番組出演
- スター千一夜（フジテレビ、1965年12月9日）

## 著書（訳書）
- 『ブリジット・バルドー自伝 イニシャルはBB』 （渡辺隆司訳、早川書房、1997年）
- 『ブリジット・バルドー怒りと絶望 他人はこれを「暴言・妄言」と呼ぶ』 （香川由利子・桑原透訳、阪急コミュニケーションズ、2004年）